# Jean-Pierre Wimille
Jean-Pierre Wimille (26 de febrero de 1908 – 28 de enero de 1949) fue un piloto de Grandes Premios francés, miembro de la Resistencia durante la Segunda Guerra Mundial.

## Semblanza
Wimille nació en París, Francia. Su padre amaba los deportes del motor, y trabajaba como corresponsal de automovilismo para el periódico Petit Parisien, por lo que quedó fascinado por los coches de carreras desde una edad temprana. Tenía 22 años cuando hizo su debut en un Gran Premio, conduciendo un Bugatti 37A en el Gran Premio de Francia de 1930, disputado en Pau. 

### Carrera

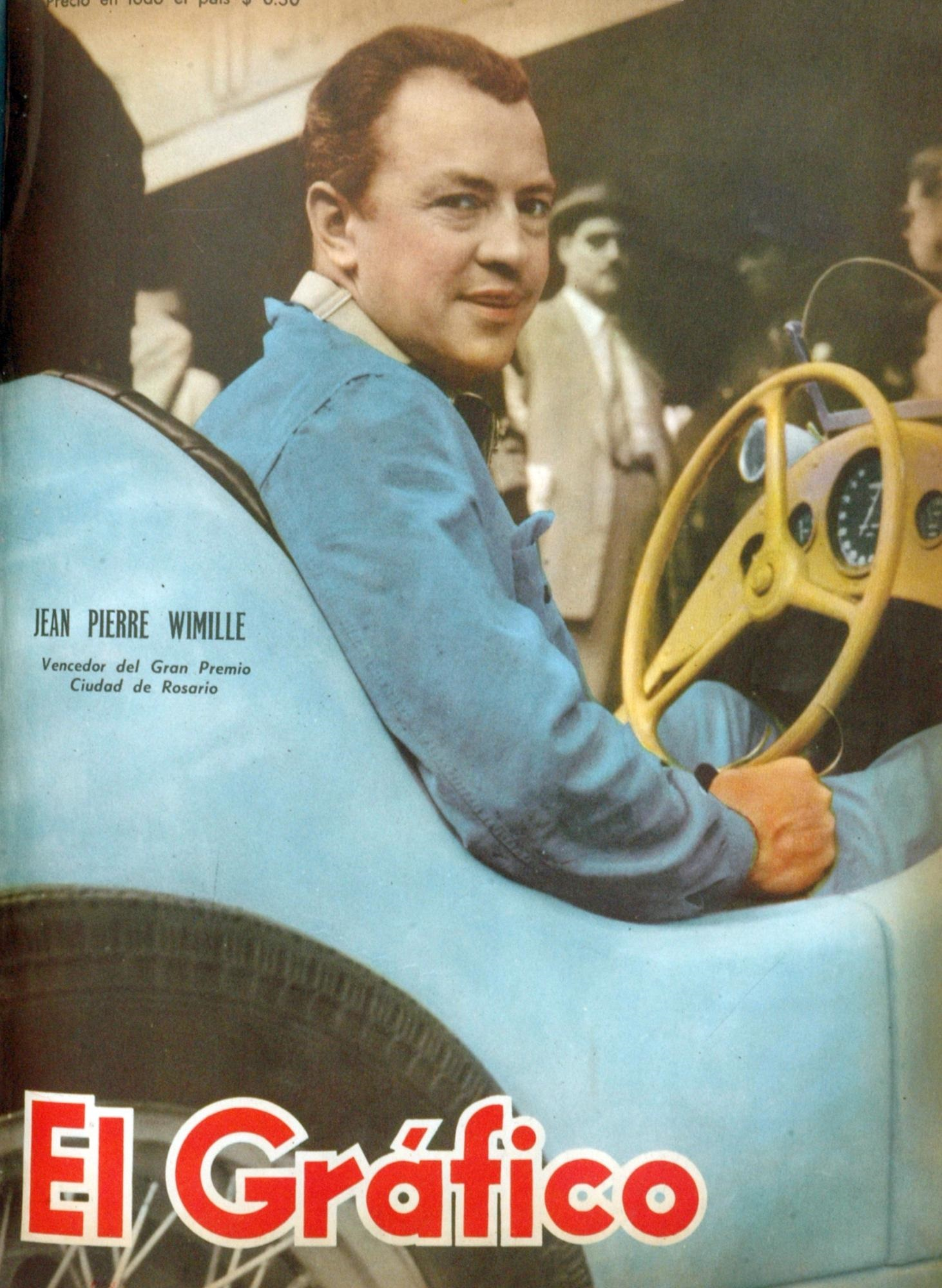
Jean Pierre Wimille en 1948

Conduciendo un Bugatti T51, en 1932 ganó la subida de la colina de La Turbie, el Gran Premio de Lorena y el Gran Premio de Orán. En 1934 fue el vencedor del Gran Premio de Argelia celebrado en Argel, conduciendo un Bugatti Type 59, y en enero de 1936 terminó segundo en el Gran Premio de Sudáfrica celebrado en el Circuito Prince George, en el East London, Sudáfrica, y luego ganó el Gran Premio de Francia en su país de origen. 
Todavía en Francia, ese mismo año ganó el Gran Premio de Deauville, una carrera que se celebró en las calles de la ciudad. Wimille ganó con su Bugatti T59 una carrera llena de accidentes, que le costaron la vida a los pilotos Raymond Chambost y Marcel Lehoux en distintos incidentes. De los 16 coches que comenzaron la carrera, solo tres lograron terminarla. 
En 1936 viajó a Long Island, Nueva York, para competir en la Copa Vanderbilt, donde terminó segundo, detrás del ganador, Tazio Nuvolari. También compitió en las 24 horas de Le Mans, ganando la prueba en 1937 y nuevamente en 1939. 

### Segunda Guerra Mundial
Cuando llegó la Segunda Guerra Mundial, tras la ocupación nazi, Wimille y sus compañeros pilotos de carreras del Gran Premio Robert Benoist y William Grover-Williams se unieron a la Dirección de Operaciones Especiales, que ayudaba a la Resistencia francesa. De los tres, Wimille fue el único que sobrevivió. 

### Después de la Segunda Guerra Mundial
Wimille se casó con Christiane de la Fressange, con quien tuvo un hijo, François, nacido en 1946. Al final de la guerra, se convirtió en el piloto número 1 del equipo Alfa Romeo entre 1946 y 1948, ganando varias carreras del Gran Premio, incluido su segundo Gran Premio de Francia.

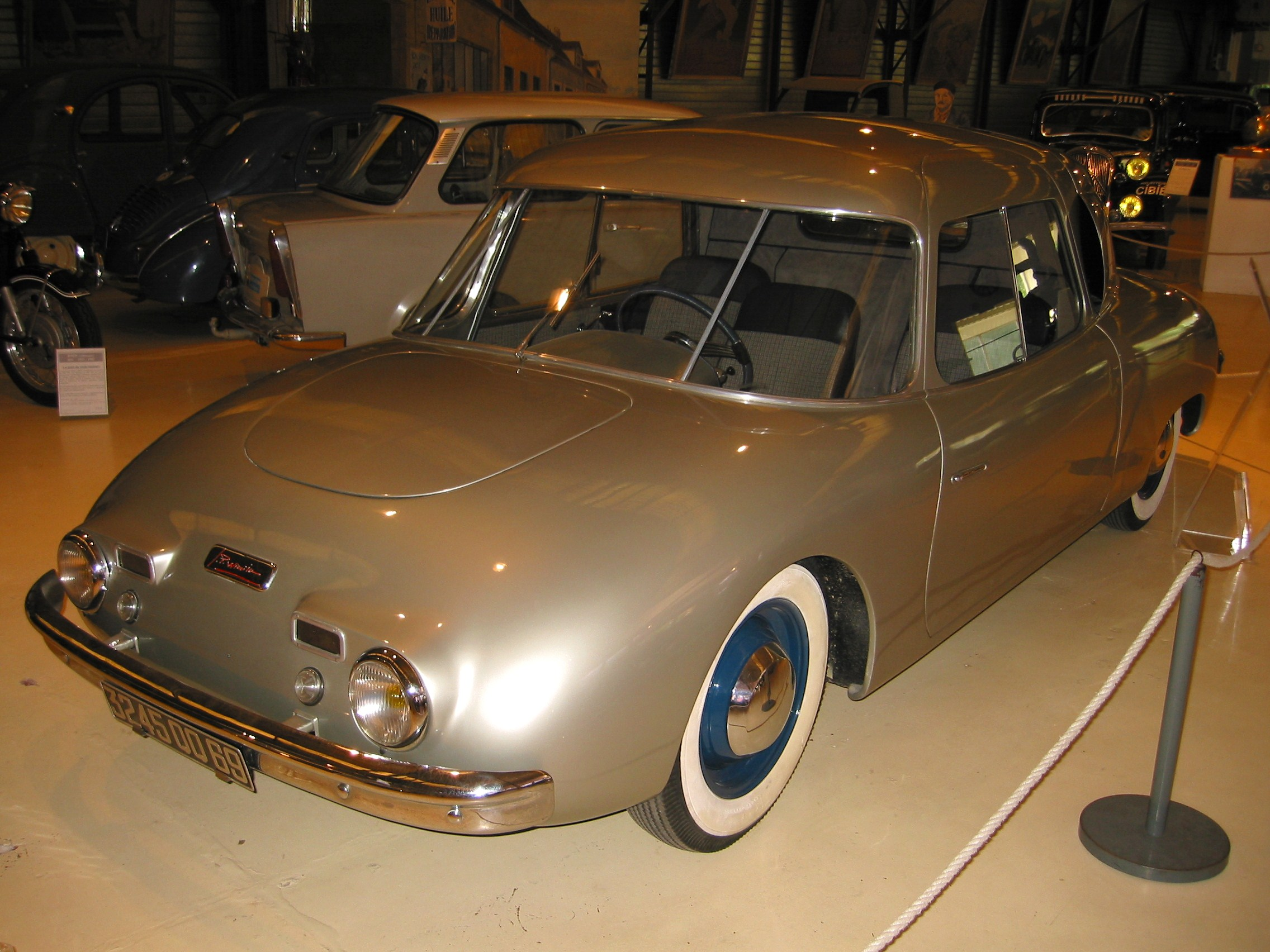
Automóvil J-P Wimille de 1948

A partir de 1946, construyó y diseñó automóviles en París bajo la marca Wimille. Entre 1946 y 1950 se construyeron alrededor de ocho automóviles, primero con motores Citroën y después con motores Ford V8. 
Murió al volante de un Simca-Gordini durante los ensayos para el Gran Premio de Buenos Aires de 1949. Está enterrado en el Cementerio de Passy en París. Un monumento en la Porte Dauphine (situado en el límite del Bois de Boulogne en París), perpetúa su memoria. 

## Historial
Victorias principales
1932: 
- Gran Premio de Lorena
- Gran Premio de Orán

1934: 
- Gran Premio de Argelia - Bugatti T59

1936: 
- Gran Premio de Francia - Bugatti T57G
- Gran Premio del Marne - Bugatti T57G
- Gran Premio de Deauville - Bugatti T59
- Gran Premio de Cominges - Bugatti T59/57

1937: 
- Gran Premio de Pau - Bugatti Type 57G (The Tank)
- Gran Premio de Böne - Bugatti T57
- 24 Horas de Le Mans - Bugatti T57G, conduciendo con Robert Benoist
- Gran Premio del Marne - Bugatti T57

1939: 
- Copa de París
- Grand Prix del Centenario, Luxemburgo - Bugatti T57S45
- 24 Horas de Le Mans - Bugatti T57C, conduciendo con Pierre Veyron

Posguerra - 1945: 
- Copa de los Prisioneros - Bugatti

1946: 
- Copa de la Resistencia - Alfa Romeo 308
- Gran Premio del Rosellón - Alfa Romeo 308
- Gran Premio de Borgoña - Alfa Romeo 308
- Gran Premio de las Naciones - Ginebra (1ª manga) - Alfa Romeo 158

1947: 
- Gran Premio de Suiza - Alfa Romeo 158
- Gran Premio de Bélgica - Alfa Romeo 158
- Copa de París

1948: 
- Gran Premio de Rosario - Simca - Gordini 15
- Gran Premio de Francia - Alfa Romeo 158
- Gran Premio de Italia - Alfa Romeo 158
- Gran Premio del Autódromo - Alfa Romeo 158/47

## Resultados

### Campeonato Europeo de Pilotos
(Clave) (negrita indica pole position) (cursiva indica vuelta rápida)
| 1931    | J.-P. Wimille          | ITA 4   | FRA Ret | BEL Ret |         |     |         |       | 4.º  | 14 |
| 1932    | J-P. Wimille           | ITA     | FRA Ret | GER     |         |     |         |       | 16.º | 21 |
| 1935    | Automobiles E. Bugatti | MON     | FRA     | BEL Ret | GER     | SUI | ITA Ret | ESP 4 | 18.º | 49 |
| 1936    | Automobiles E. Bugatti | MON 6   | GER Ret | SUI Ret | ITA     |     |         |       | 14.º | 26 |
| 1938    | Automobiles E. Bugatti | FRA Ret | GER     |         |         |     |         |       | 11º  | 25 |
| 1938    | Alfa Corse             |         |         | SUI 7   | ITA Ret |     |         |       | 11º  | 25 |
| Fuente: |                        |         |         |         |         |     |         |       |      |    |

### Grandes Épreuves tras la Segunda Guerra Mundial
(Clave) (negrita indica pole position) (cursiva indica vuelta rápida)

| Año  | Equipo         | 1       | 2     | 3     | 4     |
| ---- | -------------- | ------- | ----- | ----- | ----- |
| 1947 | Alfa Corse     | SUI 1   | BEL 1 | ITA   | FRA   |
| 1948 | Equipe Gordini | MON Ret |       |       |       |
| 1948 | Alfa Corse     |         | SUI 2 | FRA 1 | ITA 1 |

### 24 Horas de Le Mans
| Año     | Equipo              | Copilotos      | Automóvil       | Clase | Vueltas | Pos. | Pos. Clase |
| ------- | ------------------- | -------------- | --------------- | ----- | ------- | ---- | ---------- |
| 1937    | Roger Labric        | Robert Benoist | Bugatti Type 57 | 5.0   | 243     | 1.º  | 1.º        |
| 1939    | Jean-Pierre Wimille | Pierre Veyron  | Bugatti Type 57 | 8.0   | 248     | 1.º  | 1.º        |
| Fuente: |                     |                |                 |       |         |      |            |